# Roßmeiersdorf
Roßmeiersdorf ist ein Gemeindeteil der Gemeinde Westheim im Landkreis Weißenburg-Gunzenhausen (Mittelfranken, Bayern). Roßmeiersdorf liegt in der Gemarkung Westheim.

## Lage
Das Dorf liegt nahe der Gemeindegrenze zu Auhausen im Landkreis Donau-Ries. Westheim befindet sich rund einen Kilometer Luftlinie in nördlicher Richtung. Durch den Ort fließt der Lothbach, ein linker Zufluss der Wörnitz. Die Hauptstraße des Ortes bildet die Kreisstraße WUG 30. Gemeindeverbindungsstraßen führen nach Pagenhard, Zirndorf und Westheim, sowie zur Bundesstraße 466.

## Geschichte
Gegründet wurde die Siedlung vermutlich schon in der Karolingerzeit (7.–9. Jahrhundert). Da der Ortsname slawischen Ursprungs ist, kann auch davon ausgegangen werden, dass die ersten Siedler Slawen waren. Ursprünglich gehörte Roßmeiersdorf dem Kloster Auhausen, später ging es in den Besitz des Klosters Heidenheim über.

## Bau- und Bodendenkmäler
Das Gasthaus in Roßmeiersdorf ist ein Baudenkmal und ein zweigeschossiger giebelständiger Satteldachbau mit geschossgliedernden Zierfriesen und Ecklisenen aus dem Jahr 1896. Das zweigeschossige Bauernhaus Roßmeiersdorf 2 mit Halbwalmdach von 1857 mit seinem Nebengebäude aus dem 19. Jahrhundert ist ebenfalls ein Baudenkmal.
Bei Roßmeiersdorf gab es mehrere Siedlungen aus vorgeschichtlicher Zeit.